# Taidone
Taidone (o Taido; ... – post 774) fu un gasindio del re dei Longobardi Desiderio.
Vissuto presso Bergamo, era figlio di Terudolfo (o Teodorolfo), fratello di Teudaldo ed era sposato con una giovane di nome Lamperta. Era un gasindio del re longobardo Desiderio, ovvero faceva parte della piccola nobiltà legata al re da patti di protezione.

## LaDonazione di Taidone
È ricordato per la cosiddetta Donazione (o Testamento) di Taidone, conservata presso la Biblioteca civica di Bergamo, nella quale compare il più antico riferimento alla Val Camonica. Taido lasciava i suoi beni alla chiesa di Bergamo perché fosse di sostegno ai poveri dopo la sua morte. I territori detti corte di Berzo comprendevano le terre aldionali al confine della Val Cavallina in su per la Valcamonica, quindi una zona grande e non vicina. I terreni furono poi donati da Carlo Magno nel 774, dopo che furono da lui acquisiti per diritto detto fisco regio, conseguente la vittoria sul re Desiderio, alla basilica di San Martino di Tour, città che Carlo Martello aveva salvato nel 732.

Il documento fu redatto quando Taido era ancora in giovane età e forse appena sposato ma, conseguenza dell'avanzata dei franchi, vedeva la fine del regno longobardo nelle terre di sua proprietà, come si desume dall'incipit:
 e sancisce la donazione dei terreni in Val Camonica da parte di Taidone:
(CHARTA ORDINATIONIS ET DISPOSITIONIS, maggio 774, Bergamo. (Copia del secolo IX))